# 大森義夫
大森 義夫（おおもり よしお、1909年〈明治42年〉3月7日 - 1983年〈昭和58年〉11月17日）は、日本の俳優。本名は菅沼 常吉（すげねま つねきち）。早稲田大学在学中は赤城 忠治の芸名で活動していた。

## 来歴・人物
群馬県桐生市出身。早稲田大学英文科在学中から早大演劇研究会に所属し、『四の人気者』で初舞台。
1934年に大学を卒業した後、滝沢修の誘いで日本プロレタリア演劇研究所に入所（2期生）。左翼劇場、中央劇場を経て新協劇団に入団した。
1940年の新協弾圧を受けて日活多摩川撮影所に入社し、映画に出演した。戦後、大映に入社。1946年に第2次新協劇団に加入した。1952年に宇野重吉、滝沢修らの劇団民藝に入団。『どん底』『三人姉妹』などの舞台で重要な脇役を務めた。舞台のほか映画やテレビドラマでも活躍しており、特に『事件記者』の八田老人役でレギュラー出演し、軽妙な芝居で人気を博した。
1983年11月17日、結腸癌のため、東京都豊島区上池袋の癌研究会付属病院にて死去。

## 主な出演作品

### 映画
- 初恋（1939年、東宝） - 寅彦
- この妻の願いを（1949年、日本映画社） - パン屋さん
- 日本戦歿学生の手記 きけ、わだつみの声（1950年、東横） - 大町伍長
- 殺人者の顔（1950年、東宝） - 川久保
- 暴力の街（1950年）
- 初恋問答 (1950年、松竹) - 坂田
- ホープさん（1951年、東宝） - 一郎
- 夜明け前（1953年、新東宝）
- 縮図（1953年、近代映画協会）
- 美しい人（1954年、新東宝） - 井上編集長
- 沙羅の花の峠（1954年、日活） - 岡野
- しいのみ学園（1955年、新東宝） - 霊波道場主
- 色ざんげ（1956年、日活） - 刑事
- 夜あけ朝あけ（1956年、民藝） - 新聞記者
- 殺したいのは誰だ（1957年、日活） - 毛利
- 白い悪魔（1958年、日活）- 木谷
- 銀座の砂漠（1958年、日活） - 小森巡査
- 二連銃の鉄（1959年、日活） - 医師
- 事件記者シリーズ（日活） - 八田老人
  - 事件記者（1959年）
  - 事件記者 真昼の恐怖（1959年）
  - 事件記者 仮面の脅迫（1959年）
  - 事件記者 姿なき目撃者（1959年）
  - 事件記者 影なき男（1959年）
  - 事件記者 深夜の目撃者（1959年）
  - 事件記者 時限爆弾（1960年）
  - 事件記者 狙われた十代（1960年）
  - 事件記者 拳銃貸します（1962年）
  - 事件記者 影なき侵入者（1962年）
  - 新・事件記者 大都会の罠（1966年）
  - 新・事件記者 殺意の丘（1966年）
- にあんちゃん（1959年、日活） - 閔
- 俺は欺されない（1960年、日活） - 江口議員
- 青年の樹（1960年、日活） - 超人先生
- ガラスの中の少女（1960年、日活） - 義助
- 警察日記 ブタ箱は満員（1961年、日活） - 草川巡査
- 闘いつづける男（1961年、日活） - 黒瀬
- 上を向いて歩こう（1962年、日活） - 久米刑事
- 青年の椅子（1962年、日活） - 日東電機工業社長
- 雲に向かって起つ（1962年、日活） - 豊田
- あの橋の畔で 第二部・完結篇（1962年、松竹） - 神埼弁護士
- 乳房を抱く娘たち（1962年、大映） - 農協理事
- サムライの子（1963年、日活）- ヨシオド
- 歌え若人達（1963年、松竹） - 編集長
- 青春を返せ（1963年、日活）- 豊島
- みんなわが子（1963年、全農映） - 村長
- 若旦那日本晴れ（1963年、日活） - 大学教授
- 地獄の祭典（1963年、日活） - 船長
- 七人の刑事 終着駅の女（1965年、日活） - 大滝組長
- 御用牙 かみそり半蔵地獄責め（1973年、東宝） - 矢部常陸守
- はだしの青春（1975年、松竹） - 岩倉校長
- 疑惑（1982年、松竹） - 白河藤九郎

### テレビドラマ
- 礫茂左衛門（1953年、NHK） - 政所村市兵衛
- アリババと四十人の盗賊（1953年、NHK） - 親分
- こどもの時間 / アルベルト・シュバイツェル（1956年、NHK）
- プレイハウス / 底流（1957年、NHK）
- テレビ劇場（NHK）   
  - 地方紙を買う女（1957年） - 杉本隆治
  - 貸本屋先生（1958年）
  - 父の記念日（1959年）
  - 馬六先生人生日記より 最初の往診（1959年）
  - 馬六先生人生日記より 夜の冒険（1959年）
  - 馬六先生人生日記 あんぱんとクリスマス（1960年）
  - 海と鯨と男たち（1961年）
- サンヨーテレビ劇場（KR） 
  - 裸の王様（1958年）
  - 私は貝になりたい（1958年） - 参謀
  - 風立ちぬ（1958年）
- 事件記者（1958 - 1966年、NHK） - 八田
- バス通り裏（1958年、NHK）
- 雑草の歌（NTV） 
  - 第13話「人間開眼」（1958年）
  - 第128・129話「遠い峡谷」（1960年）
  - 第149話「炎のあと」（1961年）
- 私だけが知っている / 暴風雨の宿（1958年、NHK）
- おかあさん 第10話「華やかな訣別（1958年、KR）
- お好み日曜座（NHK）
  - ちゃん（1959年）
  - 銅婚式（1959年）
- 東芝土曜劇場（CX） 
  - 第1話「左の腕」（1959年）
  - 第26話「幽霊に手錠はかけられない」（1959年）
  - 第78話「若い刑事」（1960年）
  - 第81話「殺される男」（1960年）
  - 第91話「悪人の眺め」（1960年）
  - 第145話「見ていない男たち」（1962年） - 刑事
- ダイヤル110番 第102話「海のある町」（1959年、NTV）
- NECサンデー劇場（NET） 
  - 君死にたもうことなかれ（1959年）
  - わかっておくれよ（1960年）
- 三行広告 第29話「猟人」（1959年、CX）
- 三菱ダイヤモンド劇場 / 馬淵川（1960年、CX）
- 慎太郎ミステリー・暗闇の声 / 女神（1960年、KR）
- テレビ指定席（NHK） 
  - 社長室（1961年）
  - 獣に生きる（1963年）
- 決定的瞬間 第22話「天使昇天」（1961年、NTV）
- プリンススリラー劇場 / 悪魔はここに（1961年、CX）
- 東レサンデーステージ 第56話「脚」（1961年、NTV）
- シャープ火曜劇場（CX） 
  - 第6話「忘れ得ぬ人」（1961年）
  - 第24話「あやに愛しき」（1962年）
- 夫婦百景（NTV） 
  - 第182話「賢妻恐怖症」（1961年）
  - 第199話「発明狂亭主」（1962年）
- 愛の劇場 第111話「結婚予約」（1961年、NTV） - 社長
- 近鉄金曜劇場 / 夜の谷間で（1962年、TBS）
- 名作推理劇場 / 晩餐後の筋書（1962年、MBS）
- 判決（NET） 
  - 第26話「遠い靴音」（1963年）
  - 第73話「勤続三十五年」（1964年）
  - 第143話「九日間の休暇」（1965年）
  - 第150話「許しあえる日を」（1965年）
  - 第163話「鎖」（1965年）
- 男ありて（NTV）
  - 第4話「わが歌は高原に」（1964年）
  - 第10話「ハダカの王様」（1964年）
- 笹沢左保「峠」シリーズ 第1話「中山峠に地獄を見た」（1972年、CX / C.A.L） - 源兵衛
- 科学捜査官（1973年 - 1974年、KTV / 松竹） - 浜松技官
- 太陽にほえろ! 第139話「墓穴を掘る」（1975年、NTV / 東宝） - 金融会社社長
- 非情のライセンス 第2シリーズ 第77話「兇悪の終着駅」（1976年、NET / 東映） - 南部鉄五郎
- 土曜ワイド劇場 / 人それを情死と呼ぶ（1977年、ANB）
- 日本の戦後 第8話「審判の日」（1978年、NHK） - 平沼騏一郎
- 白い巨塔（1978年、CX） - 大学教授
- 草燃える（1979年、NHK） - 三浦義明
- あめりか物語（1979年、NHK） - 通訳の老人
- 振り袖御免 江戸芙蓉堂医館（1981年、CX / 東宝） - 算角
- 松本清張シリーズ・けものみち（1982年、NHK） - 代議士

### 人形劇
- ひょっこりひょうたん島・ウクレレ・マン・ダンシリーズ（NHK） - ドクトル・デ・ペソ

### ラジオドラマ
- むさしの風雲録（NHKラジオ第1）